# UFC on FOX 7
UFC on FOX 7: Henderson vs. Melendez（ユーエフシー・オン・フォックス・セブン：ヘンダーソン・バーサス・メレンデス）は、アメリカ合衆国の総合格闘技団体「UFC」の大会の一つ。2013年4月20日、カリフォルニア州サンノゼのHPパビリオンで開催された。

## 大会概要
本大会ではチャンピオンのベン・ヘンダーソンと挑戦者のギルバート・メレンデスによるUFC世界ライト級タイトルマッチが組まれた。
シドニーオリンピックレスリング銀メダリストのヨエル・ロメロ、キャリア14戦無敗のロレンツ・ラーキン、11戦全勝のStrikeforceワールドグランプリ王者ダニエル・コーミエがUFCデビュー。

## 試合結果

### アーリープレリム
第1試合 ミドル級ワンマッチ 5分3R
○  ヨエル・ロメロ vs.  クリフォード・スタークス ×
1R 1:32 KO（跳び膝蹴り→パウンド）
第2試合 ライト級ワンマッチ 5分3R
○  アンソニー・ヌジョクアニ vs.  ロジャー・ボウリング ×
2R 2:52 KO（左フック）

### プレリミナリーカード
第3試合 バンタム級ワンマッチ 5分3R
○  TJ・ディラショー vs.  ウゴ・ヴィアナ ×
1R 4:22 TKO（パウンド）
第4試合 ライト級ワンマッチ 5分3R
○  ホルヘ・マスヴィダル vs.  ティム・ミーンズ ×
3R終了 判定3-0（29-28、29-28、29-28）
第5試合 フライ級ワンマッチ 5分3R
○  ジョセフ・ベナビデス vs.  ダレン・ウエノヤマ ×
2R 4:50 KO（左ボディブロー）
第6試合 ライト級ワンマッチ 5分3R
○  マイルズ・ジュリー vs.  ラムジー・ニジェム ×
2R 1:02 KO（右フック）
第7試合 フェザー級ワンマッチ 5分3R
○  チャド・メンデス vs.  ダレン・エルキンス ×
1R 1:08 KO（右フック→パウンド）
第8試合 ミドル級ワンマッチ 5分3R
○  フランシス・カーモン vs.  ロレンツ・ラーキン ×
3R終了 判定3-0（29-28、29-28、29-28）

### メインカード
第9試合 ウェルター級ワンマッチ 5分3R
○  マット・ブラウン vs.  ジョーダン・メイン ×
2R 1:00 TKO（グラウンドの肘打ち）
第10試合 ライト級ワンマッチ 5分3R
○  ジョシュ・トムソン vs.  ネイト・ディアス ×
2R 3:44 TKO（右ハイキック→パウンド）
第11試合 ヘビー級ワンマッチ 5分3R
○  ダニエル・コーミエ vs.  フランク・ミア ×
3R終了 判定3-0（30-27、30-27、30-27）
第12試合 UFC世界ライト級タイトルマッチ 5分5R
○  ベン・ヘンダーソン vs.  ギルバート・メレンデス ×
5R終了 判定2-1（47-48、48-47、48-47）
※ヘンダーソンが3度目の防衛に成功。

### 各賞
ファイト・オブ・ザ・ナイト： マット・ブラウン vs. ジョーダン・メイン
ノックアウト・オブ・ザ・ナイト： ジョシュ・トムソン、ヨエル・ロメロ
サブミッション・オブ・ザ・ナイト： 該当者なし
各選手にはボーナスとして5万ドルが授与された。

### カード変更
負傷などによるカードの変更は以下の通り。
- フランシスコ・リベラ → TJ・ディラショー（第3試合）

- クレイ・グイダ → ダレン・エルキンス（第7試合）

- ダン・ハーディー → ジョーダン・メイン（第9試合）

- ジョン・タック vs. ノーマン・パーク → タックの負傷により中止